# Moneva
Moneva és un municipi d'Aragó, situat a la província de Saragossa i enquadrat a la comarca del Camp de Belchite.